# 斯科舍鎮區 (北達科他州博蒂諾縣)
斯科舍鎮區（英語：Scotia Township）是位於美國北達科他州博蒂諾縣的一個鎮區。

## 地方資料
斯科舍鎮區的面積為107.02平方千米，當中陸地面積為104.07平方千米，而水域面積為2.95平方千米。根據2010年美國人口普查的數據，當地共有人口50人，而人口密度為每平方千米0.47人。